# 머세이디스 룰
머세이디스 룰(영어: Mercedes Ruehl, 1948년 2월 28일 ~ )은 미국의 배우이다.

## 영화
- 워리어 (1979년 영화)
- 제2의 연인
- 라디오 데이즈
- 나의 성공의 비밀
- 빅 (1988년 영화)
- 마피아의 아내
- 범죄와 비행
- 크레이지 피플
- 피셔 킹
- 라스트 액션 히어로
- 로잔나 포에버
- 허슬러 (2019년 영화)

## 텔레비전
- 코스비 가족 만세
- 프레이저 (시트콤)
- 지아 (영화)
- 안투라지 (2004년 드라마)
- 사이크
- 먼데이 모닝스
- 라이프 인 피시즈
- 미스터리 오브 로라
- 투 브로크 걸스
- NCIS (드라마)
- 파워 (미국의 드라마)
- 불 (드라마)

## 연극
- 버자이너 모놀로그
- 누가 버지니아 울프를 두려워하랴